# Angrignon (metrostation)
Angrignon is een metrostation in het arrondissement Le Sud-Ouest van de Canadese stad Montréal in de provincie Québec. Het is de westelijke terminus van de groene lijn van de metro van Montréal. Het werd geopend op 3 september 1978. In 2019 werd het door 5.472.628 vertrekkende reizigers gebruikt.
Het station is genoemd naar de boulevard Angrignon en het Parc Angrignon, en verwijst daarmee naar Jean-Baptiste Arthur Angrignon (1875-1948), schepen (wethouder) van de wijk Saint-Paul van 1921 tot 1934, en lid van de raad van bestuur (comité exécutif) van de stad Montréal van 1928 tot 1930.
Het station is ontworpen door architect Jean-Louis Beaulieu (°1943) van het Bureau de Transport Métropolitain (BTM), die ook het station Snowdon heeft ontworpen. Voor Angrignon ontving hij in 1979 de prix de l'excellence van de Orde van architecten van Québec.
Niet in de diepte, zoals vele andere metrostations in Montréal, maar in oppervlakte, is Angrignon een zeer groot station. Het omvat immers ook een busstation en een controlezaal. Het telt slechts twee niveaus: de sporen en perrons op 4,30 meter diepte, en de stationshal direct erboven, zonder tussenliggende mezzanine. Het ligt in een park, en mits een kleine uitgraving heeft de architect ervoor gezorgd dat niet alleen het natuurlijk licht en de zon, maar ook de groene omgeving vanuit het station goed waarneembaar is. 